# Margo Lion
Marguerite Hélène Barbe Elisabeth Constantine Lion, detta Margo (Costantinopoli, 28 febbraio 1899 – Parigi, 25 febbraio 1989), è stata una cantante, cabarettista e attrice francese, nota per il ruolo di Jenny dei Pirati nella versione francese del film L'opera da tre soldi (1931) di G.W. Pabst, adattamento dell'omonima opera teatrale di Bertolt Brecht e Kurt Weill.

## Biografia
Attrice dal fisico filiforme e dall'espressione inscrutabile e misteriosa, Margo Lion arrivò al cinema dopo aver esordito nel cabaret a Berlino nel 1923. Tra le sue performance da ricordare quelle nelle riviste di Mischa Spoliansky Es liegt in der Luft (È nell'aria, 1928), Alles Schwindel (Tutti mentono, 1931) e Rufen Sie Herrn Plim (Chiamate Herr Plim, 1932).
Al cinema si dimostrò un'attrice versatile in grado di passare dalla prostituta Dany di Alibi (1937) alla Suor San Luigi di I dialoghi delle Carmelitane (1960), dalla cameriera stizzosa Mathilde di La prigioniera dell'isola (1948) alla piccolo borghese Aména Lafarge di L'avvelenatrice (1938), conferendo ai suoi personaggi una raffinata freddezza e un certo elegante distacco e arrivando ad influenzare lo stile dell'amica, allora sconosciuta, Marlene Dietrich.
Nonostante le molte interpretazioni e pur avendo lavorato con registi quali Marcel Carné, Julien Duvivier e Claude Chabrol, non diventò mai una diva o un'attrice di primo piano e a partire dagli anni cinquanta si dedicò soprattutto alle produzioni televisive.
È stata sposata con l'autore teatrale, grafico, pittore e librettista tedesco Marcellus Schiffer dal 1928 al 1932, anno della morte di quest'ultimo.

## Filmografia

### Cortometraggi
- Der Nächste, hopp hopp!, regia di Hans von Wolzogen (1933)

### Lungometraggi
- Die Abenteuer eines Zehnmarkscheines, regia di Berthold Viertel (1926)
- Ich geh' aus und Du bleibst da, regia di Hans Behrendt (1931)
- Die große Attraktion, regia di Max Reichmann (1931)
- L'opéra de quat'sous, regia di Georg Wilhelm Pabst (1931)
- L'inconstante. Je sors et tu restes là, regia di Hans Behrendt e André Rigaud (1931)
- Mai più l'amore (Nie wieder Liebe!), regia di Anatole Litvak (1931)
- Calais-Douvres, regia di Jean Boyer e Anatole Litvak (1931)
- 24 Stunden aus dem Leben einer Frau, regia di Robert Land (1931)
- Die Koffer des Herrn O.F., regia di Alexis Granowsky (1931)
- Questa notte o mai più (Das Lied einer Nacht), regia di Anatole Litvak (1932)
- Goldblondes Mädchen, ich schenk Dir mein Herz, regia di Rudolph Bernauer (1932)
- Stupéfiants, regia di Kurt Gerron e Roger Le Bon (1932) - non accreditata
- ...und wer küßt mich?, regia di E.W. Emo (1933)
- Hände aus dem Dunkel, regia di Erich Waschneck (1933)
- La voix sans visage, regia di Leo Mittler (1933)
- Dall'alto in basso (Du haut en bas), regia di Georg Wilhelm Pabst (1933)
- Il principe scomparso (Incognito), regia di Kurt Gerron (1934)
- Les dieux s'amusent, regia di Reinhold Schünzel e Albert Valentin (1935)
- La bandera, regia di Julien Duvivier (1935)
- Jenny, regina della notte (Jenny), regia di Marcel Carné (1936)
- Il fu Mattia Pascal (L'homme de nulle part), regia di Pierre Chenal (1937)
- Perdizione (La danseuse rouge), regia di Jean-Paul Paulin (1937)
- Claudine à l'école, regia di Serge de Poligny (1937)
- Alibi (L'alibi), regia di Pierre Chenal (1937)
- L'avvelenatrice (L'affaire Lafarge), regia di Pierre Chenal (1938)
- Je chante, regia di Christian Stengel (1938)
- Ragazze in pericolo (Jeunes filles en détresse), regia di Georg Wilhelm Pabst (1939)
- Tant que je vivrai, regia di Jacques de Baroncelli (1946)
- Illusioni (La foire aux chimères), regia di Pierre Chenal (1946)
- Turbine d'amore (Martin Roumagnac), regia di Georges Lacombe (1946)
- Le diable souffle, regia di Edmond T. Gréville (1947)
- Una notte al tabarin (Une nuit à Tabarin), regia di Carl Lamac (1947)
- La fleur de l'âge, regia di Marcel Carné (1947)
- Femme sans passé, regia di Gilles Grangier (1948)
- La femme que j'ai assassinée, regia di Jacques Daniel-Norman (1948)
- La prigioniera dell'isola (La danse de mort), regia di Marcel Cravenne (1948)
- Le furet, regia di Raymond Leboursier (1950)
- Ballerina, regia di Ludwig Berger (1950)
- Quai de Grenelle, regia di Emil E. Reinert (1950)
- Les amants de Bras-Mort, regia di Marcello Pagliero (1951)
- Verträumte Tage, regia di Emil E. Reinert (1951)
- L'aiguille rouge, regia di Emil E. Reinert (1951)
- Gli amori finiscono all'alba (Les amours finissent à l'aube), regia di Henri Calef (1953)
- Il grande giuoco (Le grand jeu), regia di Robert Siodmak (1954)
- Santarellina (Mam'zelle Nitouche), regia di Yves Allégret (1954)
- Noche de tormenta, regia di Jaime de Mayora e Marcel Jauniaux (1955)
- Accusata di omicidio (Je plaide non coupable), regia di Edmond T. Gréville (1956)
- La belva scatenata (Le fauve est lâché), regia di Maurice Labro (1959)
- Julie (Julie la rousse), regia di Claude Boissol (1959)
- Katia, regina senza corona (Katia), regia di Robert Siodmak (1959)
- I dialoghi delle Carmelitane (Le dialogue des Carmélites), regia di Philippe Agostini e Raymond Leopold Bruckberger (1960)
- Donna di vita (Lola), regia di Jacques Demy (1961)
- Jusqu'à plus soif, regia di Maurice Labro (1962)
- Agente Coplan: missione spionaggio (Coplan prend des risques), regia di Maurice Labro (1964)
- Nick Carter non perdona (Nick Carter va tout casser), regia di Henri Decoin (1964)
- Il morto mettetelo sul conto (Le fou du labo IV), regia di Jacques Besnard (1967)
- All'ombra del delitto (La rupture), regia di Claude Chabrol (1970)
- L'amante del prete (La faute de l'abbé Mouret), regia di Georges Franju (1970)
- Quel violento mattino d'autunno (Le petit matin), regia di Jean-Gabriel Albicocco (1971)
- L'humeur vagabonde, regia di Édouard Luntz (1972)
- La vie facile, regia di Francis Warin (1973)
- Il caso del Dr. Gailland (Docteur Françoise Gailland), regia di Jean-Louis Bertuccelli (1976)

### Film TV
- La belle au bois dormant, regia di Pierre Badel (15 aprile 1954)
- Tu ne m'échapperas jamais, regia di Marcel Bluwal (25 giugno 1955)
- Angélica... a... a, regia di Lazare Iglesis (25 gennaio 1959)
- Les trois mousquetaires, regia di Claude Barma (1959)
- Liberty Bar, regia di Jean-Marie Coldefy (16 settembre 1960)
- Le paysan parvenu, regia di René Lucot (3 dicembre 1960)
- Les deux orphelines, regia di Youri (25 novembre 1961)
- L'esprit et la lettre: Jacques le Fataliste et son maître, regia di Pierre Cardinal (9 aprile 1963)
- La confrontation, regia di Yves-André Hubert (22 settembre 1964)
- Le mystère de la chambre jaune, regia di Jean Kerchbron (27 novembre 1965)
- Paris ist eine Reise wert, regia di Paul Martin (20 ottobre 1966)
- La bien-aimée, regia di Jacques Doniol-Valcroze (6 maggio 1967)
- La ligne d'ombre, regia di Georges Franju (29 agosto 1973)
- Coup de sang, regia di Jean-Paul Carrère (22 settembre 1973)
- Histoires de voyous: L'élégant, regia di Gilles Grangier (26 maggio 1979)

### Serie televisive
- Énigmes de l'histoire
- episodio Le secret de Mayerling, regia di Stellio Lorenzi (22 maggio 1956)
- episodio L'énigme du temple, regia di Guy Lessertisseur e Stellio Lorenzi (12 giugno 1956)
- La famille Anodin
- episodio del 21 settembre 1956, regia di Arnaud Desjardins
- Les cinq dernières minutes
- episodio L'habit fait le moine, regia di Claude Loursais (6 giugno 1958)
- episodio Le tzigane et la dactylo, regia di Pierre Nivollet (17 aprile 1962)
- L'inspecteur Leclerc enquête
- episodio Black Out, regia di Vicky Ivernel (13 maggio 1962)
- Comment ne pas épouser un milliardaire (1966)
- En votre âme et conscience
- episodio Le crime de Sezenin, regia di Pierre Nivollet (18 gennaio 1966)
- La folie des bêtes (1974)
- Histoire de la grandeur et de la décadence de César Birotteau (1977)
- La lune papa
- primo episodio, prima stagione, regia di Jean-Paul Carrère (3 gennaio 1977)
- settimo episodio, prima stagione, regia di Jean-Paul Carrère (11 gennaio 1977)
- Anthelme Collet ou Le brigand gentillhomme (1981)